# 七経
七経（しちけい）は、儒教における7種類の経典のこと。本来は詩経・書経・易経・礼記・楽経・春秋・論語の7種類を指していた（『後漢書』張純伝）が、後漢以後既に散逸していた楽経に代わって孝経を入れた7種類を指すようになった。
もっとも漢代においても、論語や孝経の代わりに周礼・儀礼を入れる方法も行われていた。宋の劉敞は『七経小伝』の中で詩経・書経・春秋・周礼・儀礼・礼記・論語をもって七経とし、清の康熙帝による『御纂七経』の中では易経・詩経・書経・春秋・周礼・儀礼・礼記を七経とし、清の戴震は『七経小記』の中において詩経・書経・易経・礼記・春秋・論語・孟子をもって七経とした。
日本では大学寮の釈奠の中で孝経・礼記・詩経・書経・論語・易経・春秋（ただし、実際は左氏伝）の順番で毎回講読を行う七経輪転講読が行われていた。ただし、日本の儒学者の間でも七経の定義については議論があり、江戸時代に山井崑崙が『七経孟子攷文』の中で詩経・書経・易経・礼記・春秋左氏伝・論語・孝経を七経として別に孟子と併せた。同じく中井履軒も『七経逢原』の中で詩経・書経。易経・春秋左氏伝・論語・中庸・孟子を七経としていた。